# Josep Fórmica-Corsi i Cuevas
Josep Fórmica-Corsi i Cuevas (Barcelona, 11 d'abril de 1881 – Barcelona, 5 de novembre de 1954) va ser un remer català que va competir a cavall del segle xix i el segle xx. Membre del Reial Club de Regates de Barcelona, el 1900 va prendre part en els Jocs Olímpics de París, on disputà la prova del quatre amb timoner del programa de rem, quedant eliminat en sèries.